# Карраскаль-дель-Ріо
Карраскаль-дель-Ріо (ісп. Carrascal del Río) — муніципалітет в Іспанії, у складі автономної спільноти Кастилія-і-Леон, у провінції Сеговія. Населення — 174 особи (2010).
Муніципалітет розташований на відстані близько 80 км на північ від Мадрида, 18 км на північний схід від Сеговії.
На території муніципалітету розташовані такі населені пункти: (дані про населення за 2010 рік)
- Бургомільйодо: 11 осіб
- Карраскаль-дель-Ріо: 163 особи

## Демографія
Динаміка населення (INE ):